# Punia (territorium i Kongo-Kinshasa)
Punia är ett territorium i Kongo-Kinshasa. Det ligger i provinsen Maniema, i den centrala delen av landet, 1 300 km öster om huvudstaden Kinshasa.